# Tánaiste
Il Tánaiste (IPA: /ˈtɑːnəʃtʲə /; Tánaistí plurale) è il vice primo ministro della Repubblica d'Irlanda. Viene nominato in questa posizione dal Taoiseach tra i membri del suo governo.

## Titolare attuale
Il Tánaiste è attualmente Simon Harris, leader del Fine Gael e Taoiseach nel precedente governo, il quale ha assunto questa carica il 23 gennaio 2025 a seguito dell'entrata in carica di un governo di coalizione con il Fianna Fáil ed alcuni indipendenti.

## Origine
Tánaiste era in origine la parola irlandese che designava l'erede del capo (taoiseach) o del re (ri) nel sistema gaelico di tanistry.
La funzione è stata creata dalla Costituzione irlandese del 1937 per sostituire l'ex ufficio di Vicepresidente del Consiglio esecutivo dello Stato Libero d'Irlanda.

## Funzioni
Il Vice primo ministro funge da Primo ministro, in caso di una temporanea assenza (durante una visita ufficiale all'estero, ad esempio), o in attesa di una nuova elezione in caso di morte o invalidità permanente del Taoiseach. Il Tánaiste deve appartenere a Dáil Éireann e diventa d'ufficio membro del Consiglio di Stato.
Oltre a queste funzioni di rappresentanza, il titolo è essenzialmente onorario. La Costituzione non gli conferisce alcun potere specifico oltre a sostituire il Taoiseach. In un governo di coalizione, l'onere è generalmente a carico del leader del secondo partito di coalizione, che è libero di guidare il ministero che desidera. Nell'ambito di un solo partito al governo, il Tánaiste è spesso un politico esperto che ricopre quindi uno degli incarichi ministeriali meno importanti.

## Elenco dei Tánaiste

### Stato Libero d'Irlanda (1922-1937)
| Tánaiste | Tánaiste | Tánaiste                    | Inizio          | Fine             | Partito             | Taoiseach | Taoiseach                           |
| -------- | -------- | --------------------------- | --------------- | ---------------- | ------------------- | --------- | ----------------------------------- |
|          |          | Kevin O'Higgins (1892-1927) | 6 dicembre 1922 | 10 luglio 1927   | Cumann na nGaedheal |           | William Thomas Cosgrave (1922-1932) |
|          |          | Ernest Blythe (1889-1975)   | 10 luglio 1927  | 9 marzo 1932     | Cumann na nGaedheal |           | William Thomas Cosgrave (1922-1932) |
|          |          | Seán T. O'Kelly (1882-1966) | 9 marzo 1932    | 29 dicembre 1937 | Fianna Fáil         |           | Éamon de Valera (1932-1937)         |

### Irlanda (1937-)
| Tánaiste                 | Tánaiste | Tánaiste                              | Inizio            | Fine              | Partito                  | Taoiseach                   | Taoiseach                     |
| ------------------------ | -------- | ------------------------------------- | ----------------- | ----------------- | ------------------------ | --------------------------- | ----------------------------- |
|                          |          | Seán T. O'Kelly (1882-1966)           | 29 dicembre 1937  | 14 giugno 1945    | Fianna Fáil              |                             | Éamon de Valera (1937-1948)   |
|                          |          | Seán Lemass (1899-1971)               | 14 giugno 1945    | 18 febbraio 1948  | Fianna Fáil              |                             | Éamon de Valera (1937-1948)   |
|                          |          | William Norton (1900-1963)            | 18 febbraio 1948  | 13 giugno 1951    | Partito Laburista        |                             | John A. Costello (1948-1951)  |
|                          |          | Seán Lemass (1899-1971)               | 13 giugno 1951    | 2 giugno 1954     | Fianna Fáil              |                             | Éamon de Valera (1951-1954)   |
|                          |          | William Norton (1900-1963)            | 2 giugno 1954     | 20 marzo 1957     | Partito Laburista        |                             | John A. Costello (1954-1957)  |
|                          |          | Seán Lemass (1899-1971)               | 20 marzo 1957     | 23 giugno 1959    | Fianna Fáil              |                             | Éamon de Valera (1957-1959)   |
|                          |          | Seán MacEntee (1889-1984)             | 23 giugno 1959    | 21 aprile 1965    | Fianna Fáil              |                             | Seán Lemass (1959-1966)       |
|                          |          | Frank Aiken (1898-1983)               | 21 aprile 1965    | 2 luglio 1969     | Fianna Fáil              |                             | Seán Lemass (1959-1966)       |
|                          |          | Frank Aiken (1898-1983)               | 21 aprile 1965    | 2 luglio 1969     | Fianna Fáil              | Jack Lynch (1966-1973)      |                               |
|                          |          | Erskine Hamilton Childers (1905-1974) | 2 luglio 1969     | 14 marzo 1973     | Fianna Fáil              |                             |                               |
|                          |          | Brendan Corish (1918-1990)            | 14 marzo 1973     | 5 luglio 1977     | Partito Laburista        |                             | Liam Cosgrave (1973-1977)     |
|                          |          | George Colley (1925-1983)             | 5 luglio 1977     | 30 giugno 1981    | Fianna Fáil              |                             | Jack Lynch (1977-1979)        |
|                          |          | George Colley (1925-1983)             | 5 luglio 1977     | 30 giugno 1981    | Fianna Fáil              | Charles Haughey (1979-1981) |                               |
|                          |          | Michael O'Leary (1936-2006)           | 30 giugno 1981    | 9 marzo 1982      | Partito Laburista        |                             | Garret FitzGerald (1981-1982) |
|                          |          | Ray MacSharry (1938-)                 | 9 marzo 1982      | 14 dicembre 1982  | Fianna Fáil              |                             | Charles Haughey (1982)        |
|                          |          | Dick Spring (1950-)                   | 14 dicembre 1982  | 20 gennaio 1987   | Partito Laburista        |                             | Garret FitzGerald (1982-1987) |
|                          |          | Peter Barry (1928-2016)               | 20 gennaio 1987   | 10 marzo 1987     | Fine Gael                |                             | Garret FitzGerald (1982-1987) |
|                          |          | Brian Lenihan (1930-1995)             | 10 marzo 1987     | 31 ottobre 1990   | Fianna Fáil              |                             | Charles Haughey (1987-1992)   |
|                          |          | John P. Wilson (1923-2007)            | 31 ottobre 1990   | 12 gennaio 1993   | Fianna Fáil              |                             | Charles Haughey (1987-1992)   |
|                          |          | John P. Wilson (1923-2007)            | 31 ottobre 1990   | 12 gennaio 1993   | Fianna Fáil              | Albert Reynolds (1992-1994) |                               |
|                          |          | Dick Spring (1950-)                   | 12 gennaio 1993   | 17 novembre 1994  | Partito Laburista        |                             |                               |
|                          |          | Bertie Ahern (1951-)                  | 17 novembre 1994  | 15 dicembre 1994  | Fianna Fáil              |                             |                               |
|                          |          | Dick Spring (1950-)                   | 15 dicembre 1994  | 26 giugno 1997    | Partito Laburista        |                             | John Bruton (1994-1997)       |
|                          |          | Mary Harney (1953-)                   | 26 giugno 1997    | 13 settembre 2006 | Democratici Progressisti |                             | Bertie Ahern (1997-2008)      |
|                          |          | Michael McDowell (1951-)              | 13 settembre 2006 | 14 giugno 2007    | Democratici Progressisti |                             | Bertie Ahern (1997-2008)      |
|                          |          | Brian Cowen (1960-)                   | 14 giugno 2007    | 7 maggio 2008     | Fianna Fáil              |                             | Bertie Ahern (1997-2008)      |
|                          |          | Mary Coughlan (1965-)                 | 7 maggio 2008     | 9 marzo 2011      | Fianna Fáil              |                             | Brian Cowen (2008-2011)       |
|                          |          | Eamon Gilmore (1955-)                 | 9 marzo 2011      | 4 luglio 2014     | Partito Laburista        |                             | Enda Kenny (2011-2017)        |
|                          |          | Joan Burton (1949-)                   | 4 luglio 2014     | 6 maggio 2016     | Partito Laburista        |                             | Enda Kenny (2011-2017)        |
|                          |          | Frances Fitzgerald (1960-)            | 6 maggio 2016     | 28 novembre 2017  | Fine Gael                |                             | Leo Varadkar (2017-2020)      |
|                          |          | Simon Coveney (1972)                  | 30 novembre 2017  | 27 giugno 2020    | Fine Gael                |                             | Leo Varadkar (2017-2020)      |
|                          |          | Leo Varadkar (1979-)                  | 27 giugno 2020    | 17 dicembre 2022  | Fine Gael                |                             | Micheál Martin (2020-2022)    |
|                          |          | Micheál Martin (1960-)                | 17 dicembre 2022  | 23 gennaio 2025   | Fianna Fáil              |                             | Leo Varadkar (2022-2024)      |
| Simon Harris (2024-2025) |          | Micheál Martin (1960-)                | 17 dicembre 2022  | 23 gennaio 2025   | Fianna Fáil              |                             |                               |
|                          |          | Simon Harris (1986-)                  | 23 gennaio 2025   | in carica         | Fine Gael                |                             | Micheál Martin (2025-)        |